# جون لويس راسيل
جون لويس راسيل (بالإنجليزية: John Lewis Russell)‏ هو عالم نبات أمريكي، ولد في 2 ديسمبر 1808 في سالم في الولايات المتحدة، وتوفي في 7 يونيو 1873.